# منصور البهوتي
أبو السعادات منصور بن يونس بن صلاح الدين بن حسن بن أحمد بن علي بن إدريس البُهُوتِيّ الحسيني الحنبلي المصري القاهري (1000 - 1051 هـ / 1591 - 1641م) شيخ الحنابلة بمصر، وخاتمة علمائهم بها، والبهوتي نسبة إلى بُهُوت وهي بلدة بمصر من الدقهلية، وهي إحدى قرى مركز نبروه بمحافظة الدقهلية.

## نسبه
يُنسب منصور البهوتي في بعض المصادر إلى الحسن بن علي، كما هو مذكور على غلاف مخطوطة كتابه المنح الشافيات: «منصور بن يونس بن صلاح الدين بن أحمد بن علي بن حسن بن السيد إدريس بن عيسى بن نجم بن إسحاق بن عبد الله بن علي بن الحسن الأنور بن الحسن السبط بن علي بن أبي طالب». ومع ذلك فقد نفى محقق الكتاب صحة هذا النسب مشيرًا إلى أن بعض الأسماء المذكورة لا تُعرف في سلسلة نسب الحسن ولا توجد أدلة معتبرة على اتصال هذه السلسلة بذريته.
في المقابل تُشير مصادر أخرى إلى أن البهوتي من ذرية الحسين بن علي، ومن أبرزها كتاب المشجر المبسط في أنساب الحسن والحسين لعلي بن إبراهيم فودة، حيث ذُكر منصور بن يونس ضمن ذرية الحسين في الجزء الثاني المخصص لها. كما يُذكر أن جدّه عيسى بن نجم أبو الحواجب، الذي قُتل في معركة ضد الصليبيين، كان ابن عمّ إبراهيم الدسوقي، وهو ما أكده الزبيدي في تاج العروج.
وقد أشار أحمد فريد المزيدي في كتابه القطب الصوفي السيد إبراهيم الدسوقي إلى أحد أجداد البهوتي وهو «صلاح الدين صالح في بهوت»، وقد ورد ذكره في نسب منصور البهوتي بالمصادر المعتمدة: «منصور بن يونس بن صلاح الدين ابن حسن بن أحمد بن علي بن إدريس البهوتي الحنبلي».
على هذا: منصور بن يونس بن صلاح الدين [صالح] بن حسن بن أحمد بن علي بن إدريس بن أبو الحواجب عيسى بن نجم [الدين] بن علي قريش بن محمد أبي الرضا بن محمد أبي النجا بن زين العابدين بن عبد الخالق بن محمد أبي الطيب بن محمد الكاتم بن عبد الخالق بن موسى بن القاسم بن إدريس بن جعفر الزكي بن علي الهادي بن محمد الجواد بن علي الرضا بن موسى الكاظم بن جعفر الصادق بن محمد الباقر بن علي زين العابدين بن الحسين بن علي بن أبي طالب.

## سيرته
ولد منصور البهوتي سنة 1000 هـ، وكان ممن انتهى إليه الإفتاء والتدريس، وكان شيخا له مكارم دارة، وكان في كل ليلة جمعة يجعل ضيافة ويدعو جماعته من المقادسة، وإذا مرض أحد عاده وأخذه إلى بيته ومرَّضه إلى أن يشفى، وكانت الناس تأتيه بالصدقات فيفرّقها على طلبة العلم في مجلسه ولا يأخذ منها شيئا. كان صارفا أوقاته في تحرير المسائل الفقهية، وقد رحل الناس إليه من الآفاق لأجل أخذ مذهب الإمام أحمد عنه، فرحل إليه الحنابلة من الديار الشامية، والنواحي النجدية، والأراضي المقدسية، والضواحي البعلية.

## شيوخه
أخذ البُهوتي العلم عن جماعة من علماء عصره، منهم:
1. الإمام يحيى بن موسى بن أحمد بن موسى بن سالم بن عيسى ابن سالم الشهير بابن الحجاوي
2. عبد الله بن عبد الرحمن الدنوشري الشافعي (ت: 1025 هـ)
3. محمد بن أحمد المرداوي الحنبلي (ت: 1026 هـ)
4. عبد الرحمن بن يوسف بن علي الملقب بزين الدين بن القاضي جمال الدين ابن الشيخ نور الدين البهوتي الحنبلي المصري (ت: 1040 هـ)
5. شهاب الدين أحمد الوارثي الصديقي
6. علي الحلبي
7. جمال الدين يوسف البهوتي

## تلاميذه
1. عبد القادر ابن محيي الدين المشهور بالدنوشري (ت: 1030 هـ)
2. مرعي بن يوسف بن أبي بكر بن أحمد بن أبي بكر بن يوسف ابن أحمد الكرمي (ت: 1033 هـ)
3. جمال الدين يوسف بن محمد بن أحمد بن عبد العزيز بن علي بن إبراهيم بن رشد الشهير بالفتوحي
4. عبد الله بن عبد الوهاب بن موسى بن عبد القادر بن مشرف الوهيبي التميمي
5. ياسين بن علي بن أحمد بن أحمد بن محمد اللبدي الحنبلي (ت: 1058 هـ)
6. عبد الباقي بن عبد الباقي بن عبد القادر بن عبد الباقي بن إبراهيم بن عمر بن محمد الحنبلي (ت: 1071 هـ)
7. يوسف بن يحيى بن مرعي الكرمي الحنبلي (ت :1078 هـ)
8. إبراهيم بن محمد بن علي بن أبي بكر الصالحي (ت: 1088 هـ)
9. محمد بن أحمد بن علي البهوتي الحنبلي (ت: 1088 هـ)
10. إبراهيم بن أبي بكر بن إسماعيل الذنابي العوفي (ت: 1094 هـ)
11. محمد بن أبي السرور بن محمد بن سلطان البهوتي الحنبلي المصري (ت: 1100هـ)
12. صالح بن حسن بن أحمد بن علي البهوتي الأزهري (ت: 1121 هـ)
13. عبد الحق اللبدي
14. محمد أبو المواهب
15. يوسف البهوتي.[8]

## مؤلفاته
للبهوتي عدد كبير من المؤلفات:
1. كشاف القناع عن الإقناع: هو شرح مشهور، وغالب تعويله فيه على معونة أولي النهى والمبدع.
2. حاشية على الإقناع: وهي من أهم كتب الحواشي في المذهب/ قال ابن بشر وأخبرني شيخنا الشيخ القاضي عثمان بن منصور الحنبلي الناصري قال: أخبرني بعض مشايخي عن أشياخهم قالوا: كل ما وضعه الحنابلة من الحواشي على أولئك المتون ليس عليه معوّل، إلا ما وضعه الشيخ منصور، لأنه هو المحقق لذلك، إلا حاشية الخلوتي لأن فيها فوائد.
3. الروض المربع شرح زاد المستقنع.
4. دقائق أولي النهى لشرح المنتهى.
5. إرشاد أولي النهى لدقائق المنتهى: وهو «حاشية على المنتهى».
6. المنح الشافيات في شرح المفردات: والمفردات نظم للشيخ عز الدين محمد بن علي بن عبد الرحمن المقدسي الصالحي، واسمه: النظم المفيد الأحمد في مفردات الإمام أحمد.
7. عمدة الطالب لنيل المآرب.
8. إعلام الأعلام بقتال من انتهك حرمة البيت الحرام.
9. منسك مختصر.

## وفاته
قال تلميذه وابن أخته الشيخ محمد بن أحمد الخلوتي: «مرض من يوم الأحد، خامس شهر ربيع الثاني، ومات يوم الجمعة عاشره من سنة 1051 هـ (19 يوليو 1641م)، وكانت ولادته على رأس الألف، فعمره إحدى وخمسون سنة، كسنة وفاته، رحمه الله ورفعه من الفردوس أعلى غرفاته». ذكر عامة من ترجم له أنه توفي سنة 1051 هـ، ما عدا ابن بشر فذكر أنه توفي سنة 1052 هـ.